# HD64901
HD64901 — хімічно пекулярна зоря спектрального класу A0, що має видиму зоряну величину в смузі V приблизно  8,6.
Вона  розташована на відстані близько 1181,7 світлових років від Сонця.

## Пекулярний хімічний склад
Зоряна атмосфера HD64901 має підвищений вміст 
Si.